# Ctenotus uber
Ctenotus uber är en ödleart som beskrevs av  Storr 1969. Ctenotus uber ingår i släktet Ctenotus och familjen skinkar.

## Underarter
Arten delas in i följande underarter:
- C. u. orientalis
- C. u. johnstonei
- C. u. uber